# Dichelacera melanoptera
Dichelacera melanoptera är en tvåvingeart som beskrevs av James Stewart Hine 1920. Dichelacera melanoptera ingår i släktet Dichelacera och familjen bromsar.
Artens utbredningsområde är Guyana. Inga underarter finns listade i Catalogue of Life.